# Quilinen
Quilinen est une ancienne trève de la paroisse de Briec qui fait partie depuis 1841 de la paroisse de Landrévarzec et 1893 de la commune de Landrévarzec, alors créée.

## Histoire
Un seigneur de Pennayenn (Pennarun) aurait fait un pèlerinage mouvementé en Terre sainte. Durant son périple, sa vie avait été en danger et il fit le vœu à Notre-Dame de lui élever une chapelle s'il en revenait sain et sauf. Selon une légende apocryphe, le nom Quilinen proviendrait de « Ki (chien en breton) ar linen (ligne en breton) » car un chien aurait déplacé une ligne tracée au sol pour dessiner le plan de la future chapelle. Bernard Tanguy, dans son Dictionnaire des noms de communes, trèves et paroisses du Finistère écrit que le nom Quillinen correspond à celui du saint gallois Celynin, honoré à Llanpumsaint, dans le Carmarthenshire, également honoré à Saint-Quilinan-Bihan, à Louargat (Côtes-d'Armor).
En 1658, le père Julien Maunoir prêcha une mission à Notre-Dame de Quilinen.

## La chapelle actuelle, son calvaire et sa fontaine

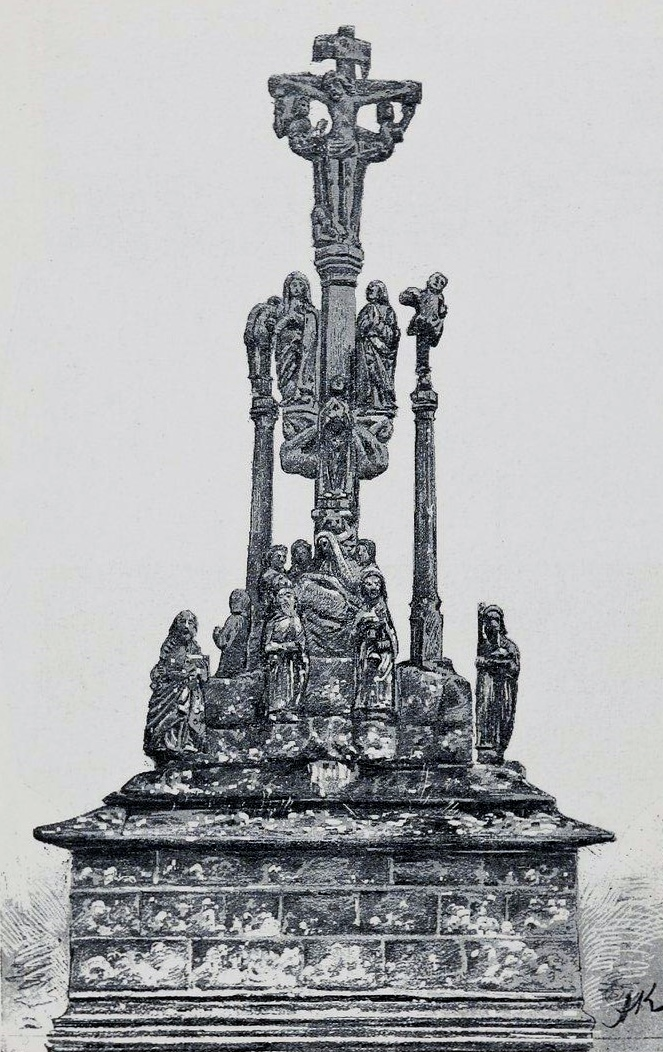
Le calvaire de Quilinen avant 1903 (dessin de A. Karl)

La chapelle actuelle Notre-Dame de Quilinen, de style gothique, et son calvaire datent du XVe siècle. La première étape de la construction (la nef) daterait  d'avant 1449, mais il y a des traces d'un bâtiment encore plus ancien. La chapelle est donc vieille de plus de 500 ans, à l'exception du clocher qui s'est effondré en 1868 et a été reconstruit. Elle est inscrite à l'inventaire des Monuments Historiques depuis le 5 octobre 1925 et a été classée Monument Historique le 9 octobre 1990. Elle possède une statue de saint Pierre qui date du XVIe siècle et plusieurs autres statues polychromes en bois, notamment de Notre-Dame-de-Bonne-Nouvelle, de Notre-Dame-de-Pitié et un beau groupe de saint Yves entre les plaideurs, des XVe siècle et XVIe siècle, d'autres statues anciennes de la même époque (saint Corentin, saint Roch, saint Cado, sainte Anne, la Vierge-Mère, l'Annonciation, etc.) une descente de croix et une poutre de gloire ; son porche conserve des traces de polychromie.
La chapelle de Quilinen possédait une roue à clochettes que l'abbé Abgrall signale comme gisant « dans un coin de l'église au fond du transept nord, toute dégarnie de ses cloches. On n'y voit plus qu'un ouvrage en bois fixé à la muraille, et qui soutenait autrefois la roue à carillons ».
Le calvaire de Quilinen, construit au XVIe siècle possède trois croix dont, au centre, celle du Christ et tout autour se trouvent les statues des apôtres et de divers saints comme saint Yves et une belle Pietà. Ce calvaire de Quilinen est l'un des plus originaux de Bretagne car il est construit sur un socle composé de deux triangles formant, du fait du décalage, une structure en étoile à six branches (une étoile de David). Selon Charles Barbarin, qui écrit en 1921, le calvaire, y compris les statues, « porte encore des traces de peinture prouvant qu'il était autrefois entièrement peint et doré ». « L'harmonieux agencement et cette originale disposition ascensionnelle des statues autour de la croix principale qui la fait ressembler à un grand arbre de Jessé », écrit Charles Le Goffic, est remarquable.
La fontaine de Quilinen était fréquentée pour les vertus thérapeutiques de son eau, ayant la réputation de guérir les maladies infantiles, notamment les enfants atteints de paralysie.
Les dégâts provoqués par l'ouragan du 15 octobre 1987 ont nécessité de très importants travaux de restauration qui ont commencé en 2013.
Le pardon de Quilinen se déroule chaque année au mois de mai,

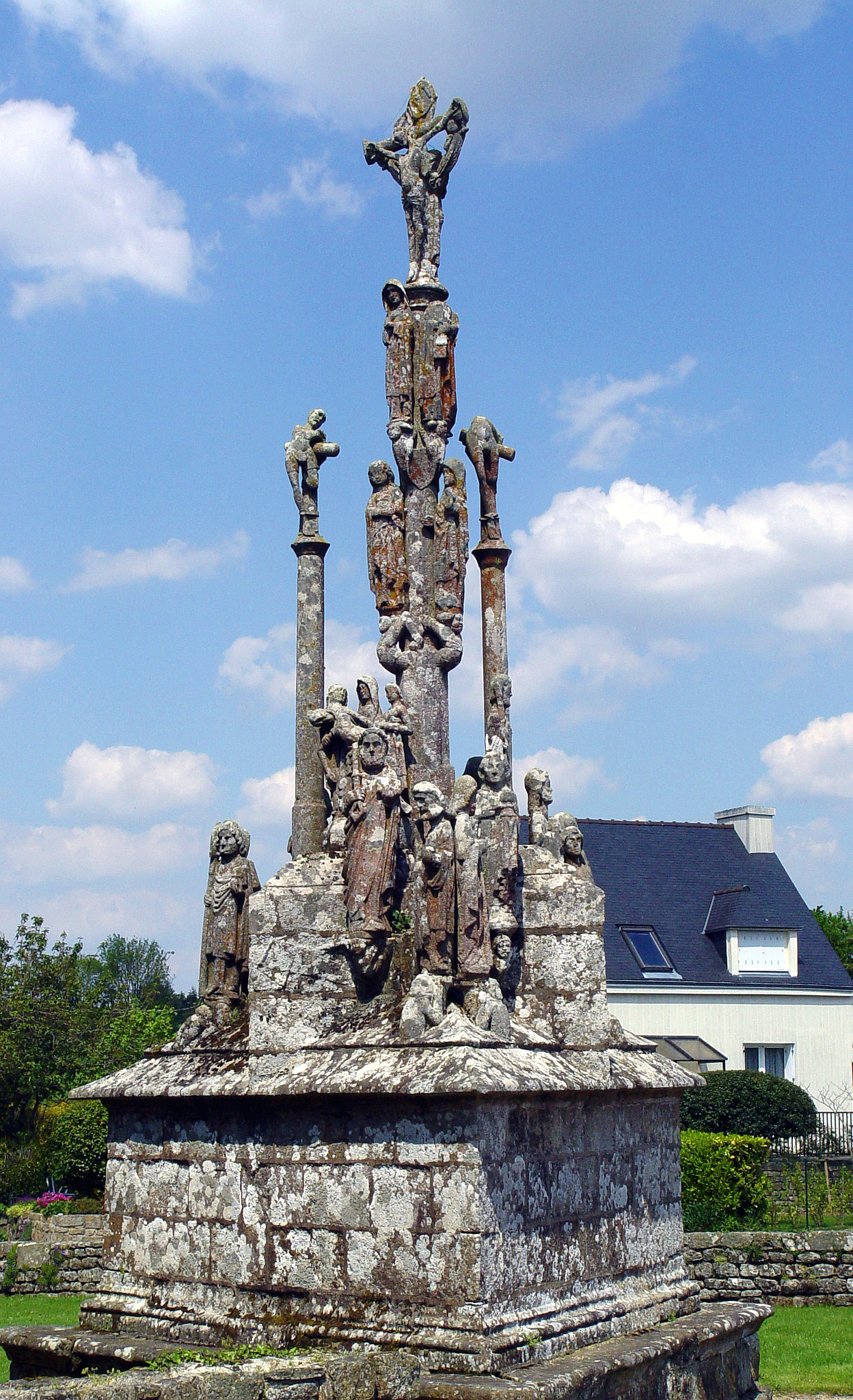
Le calvaire de Quilinen vu de l'ouest
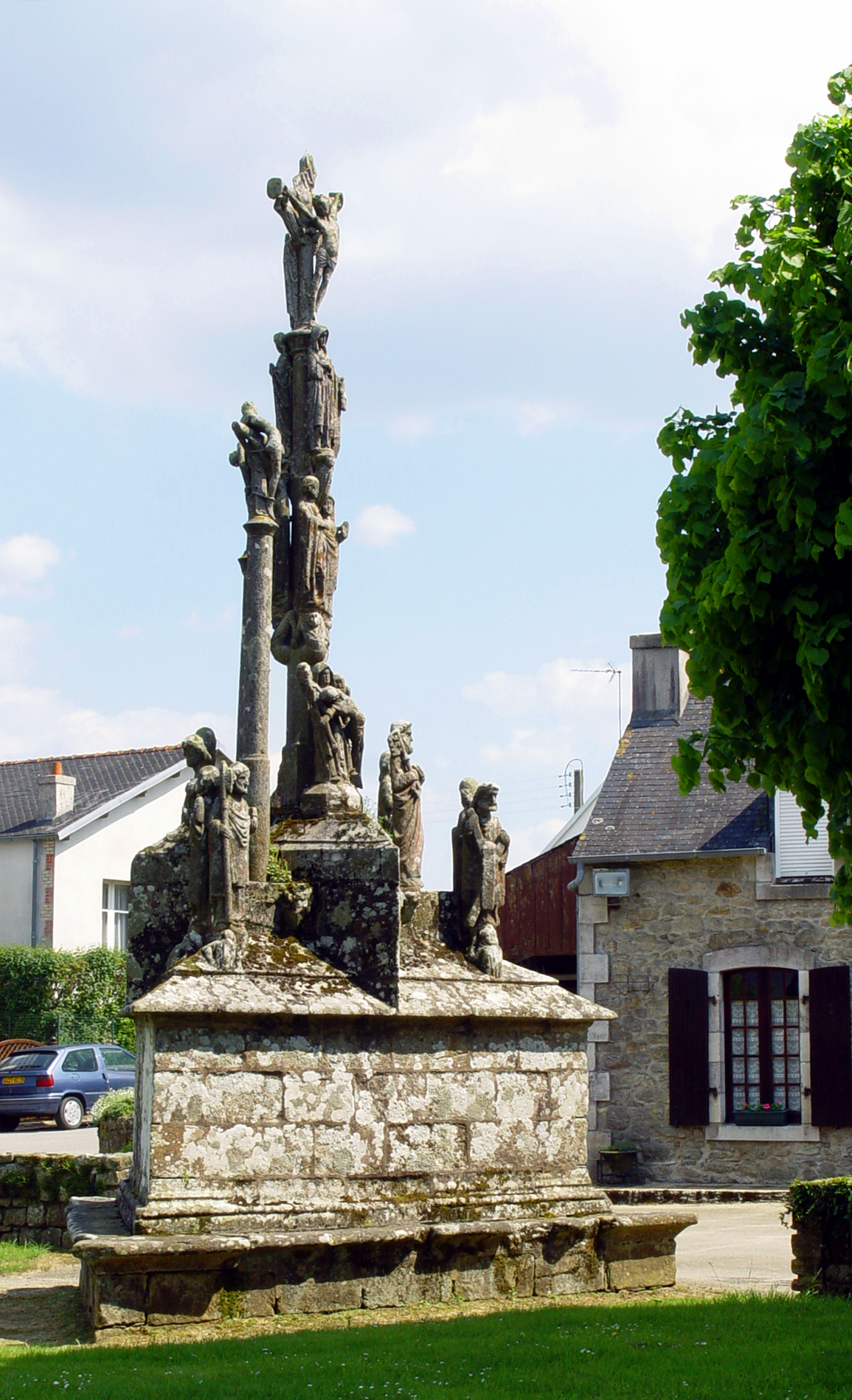
Le calvaire de Quilinen vu du nord
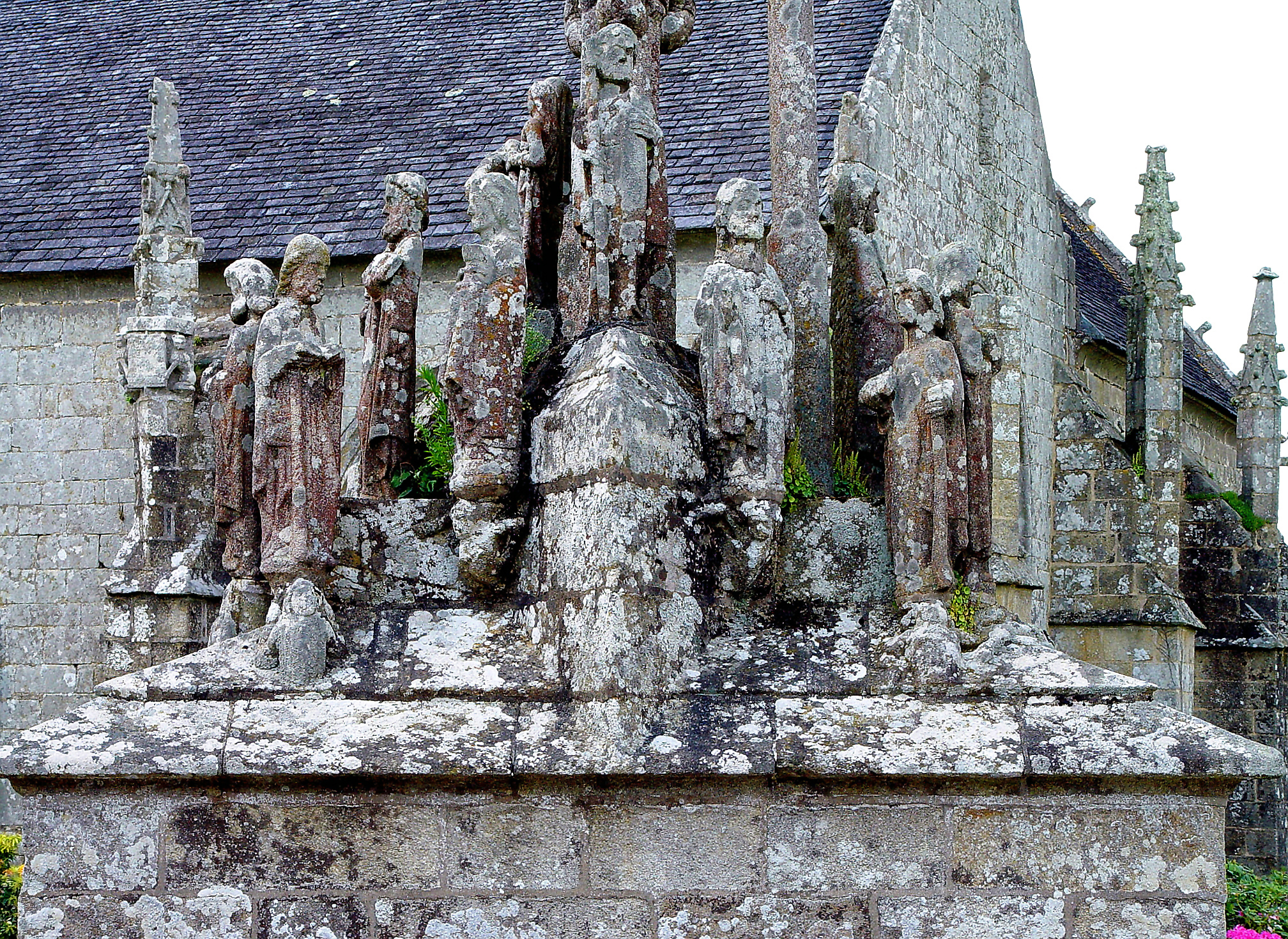
La base du calvaire de Quilinen vue du sud
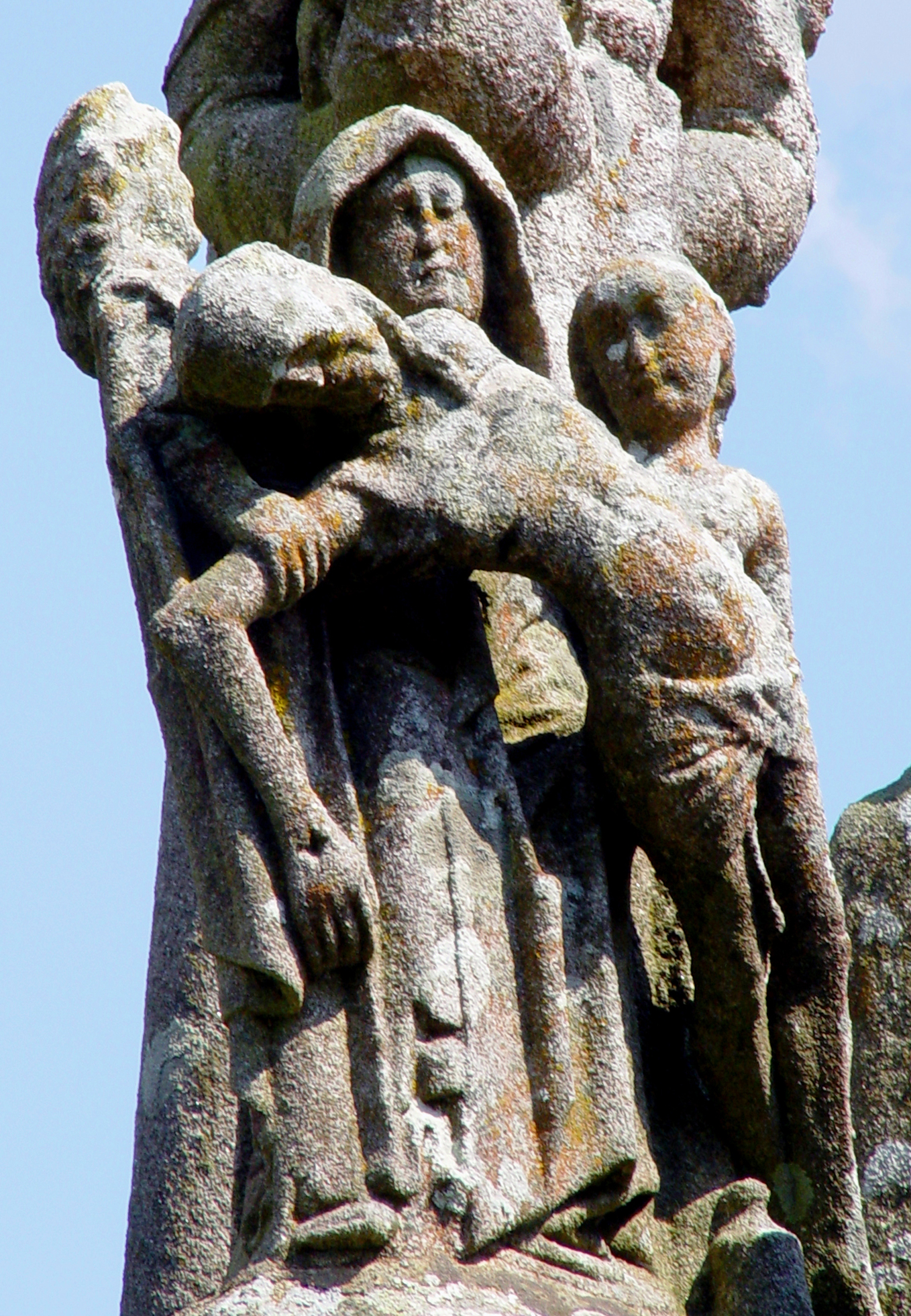
La pietà du calvaire de Quilinen
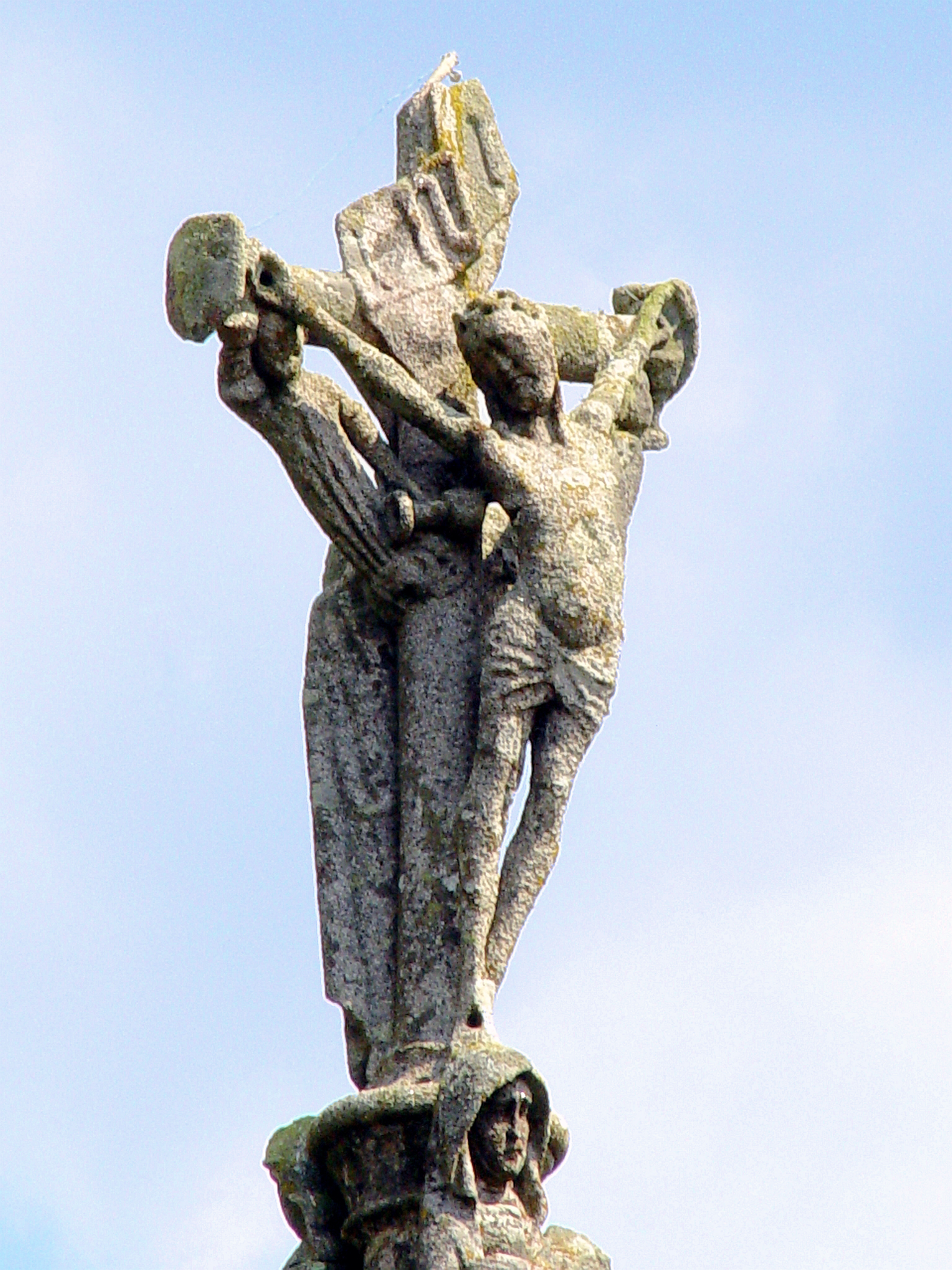
Calvaire de Quilinen : Christ en croix
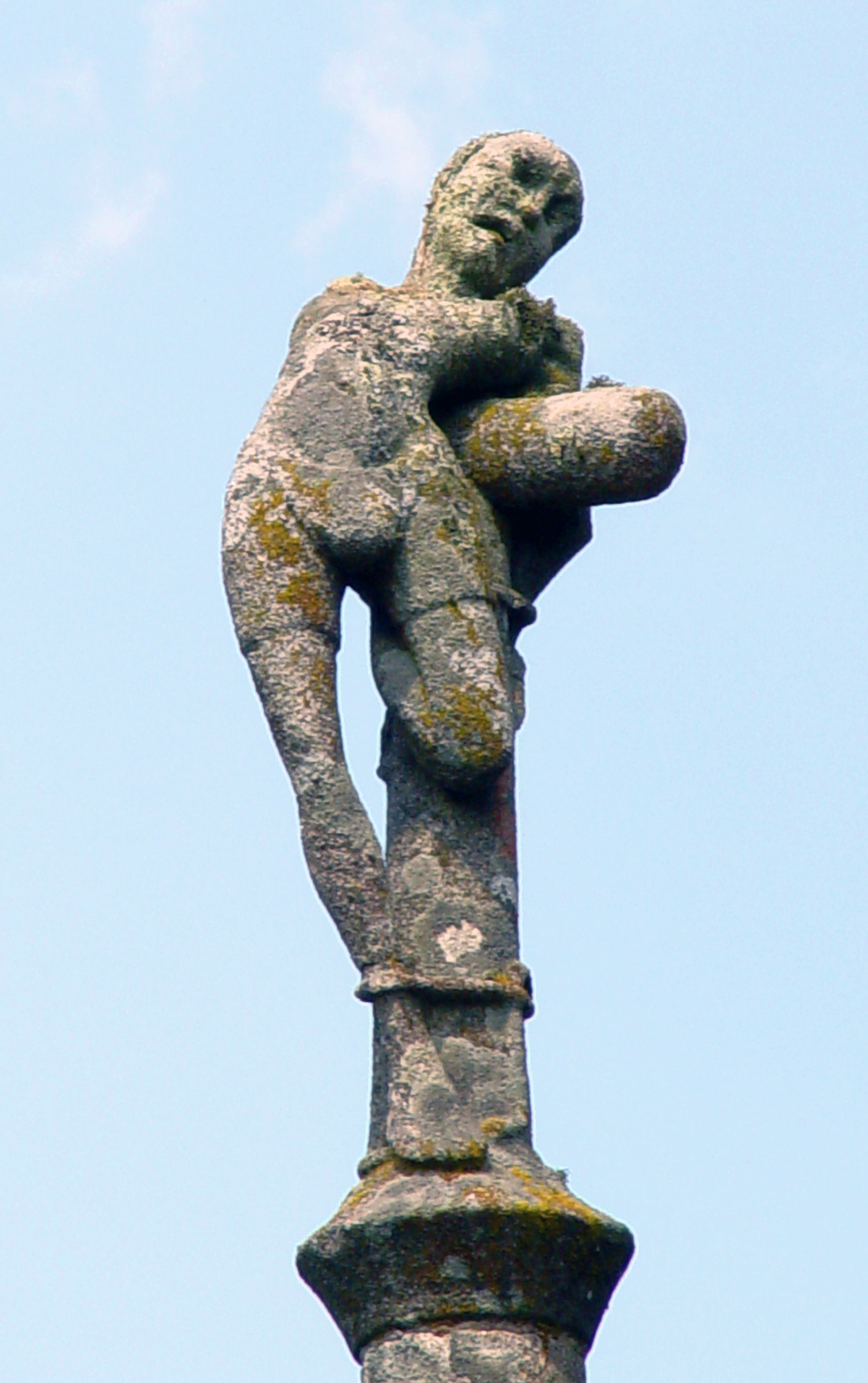
Calvaire de Quilinen : le Bon Larron
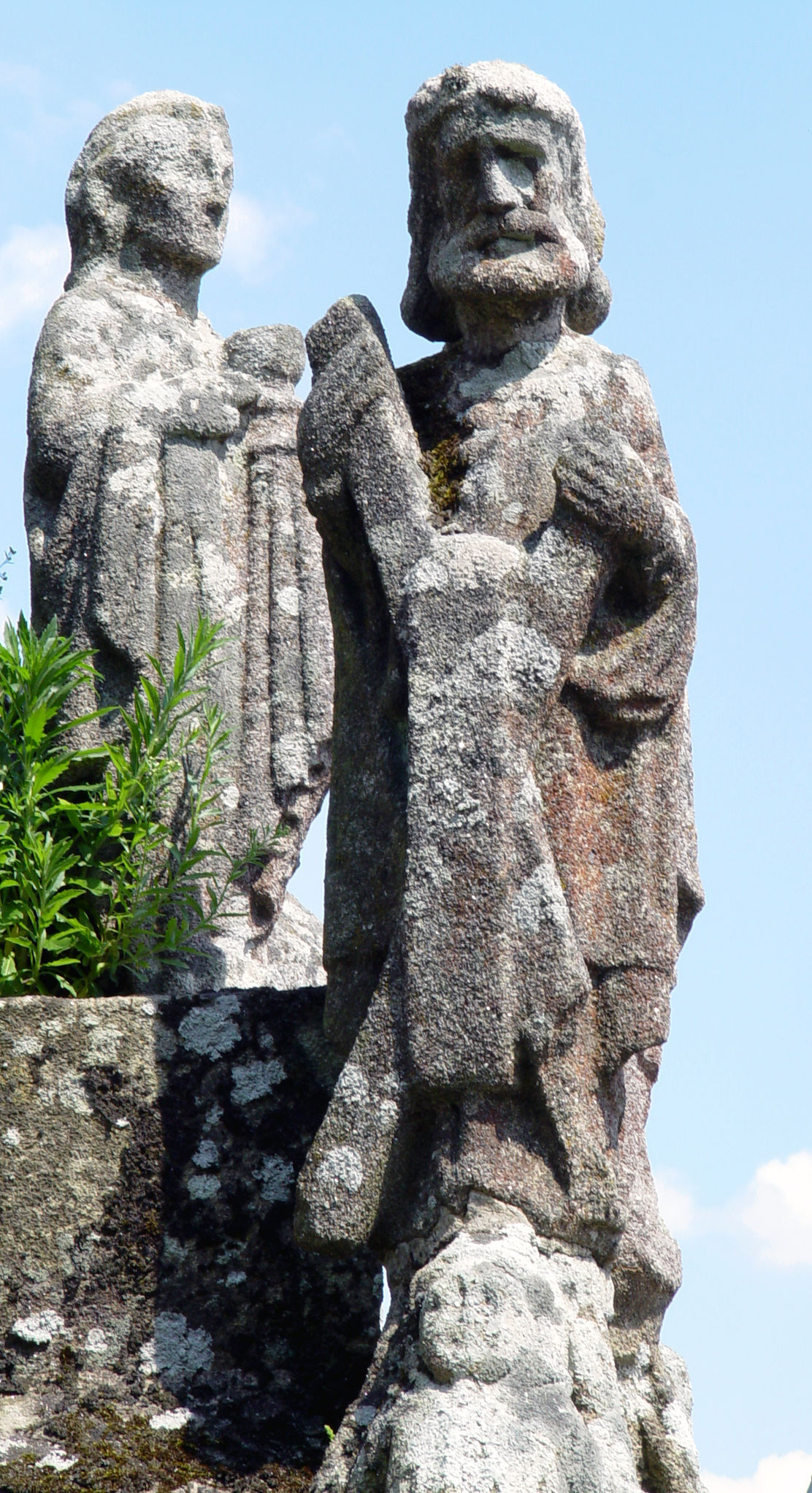
Calvaire de Quilinen : Saint André
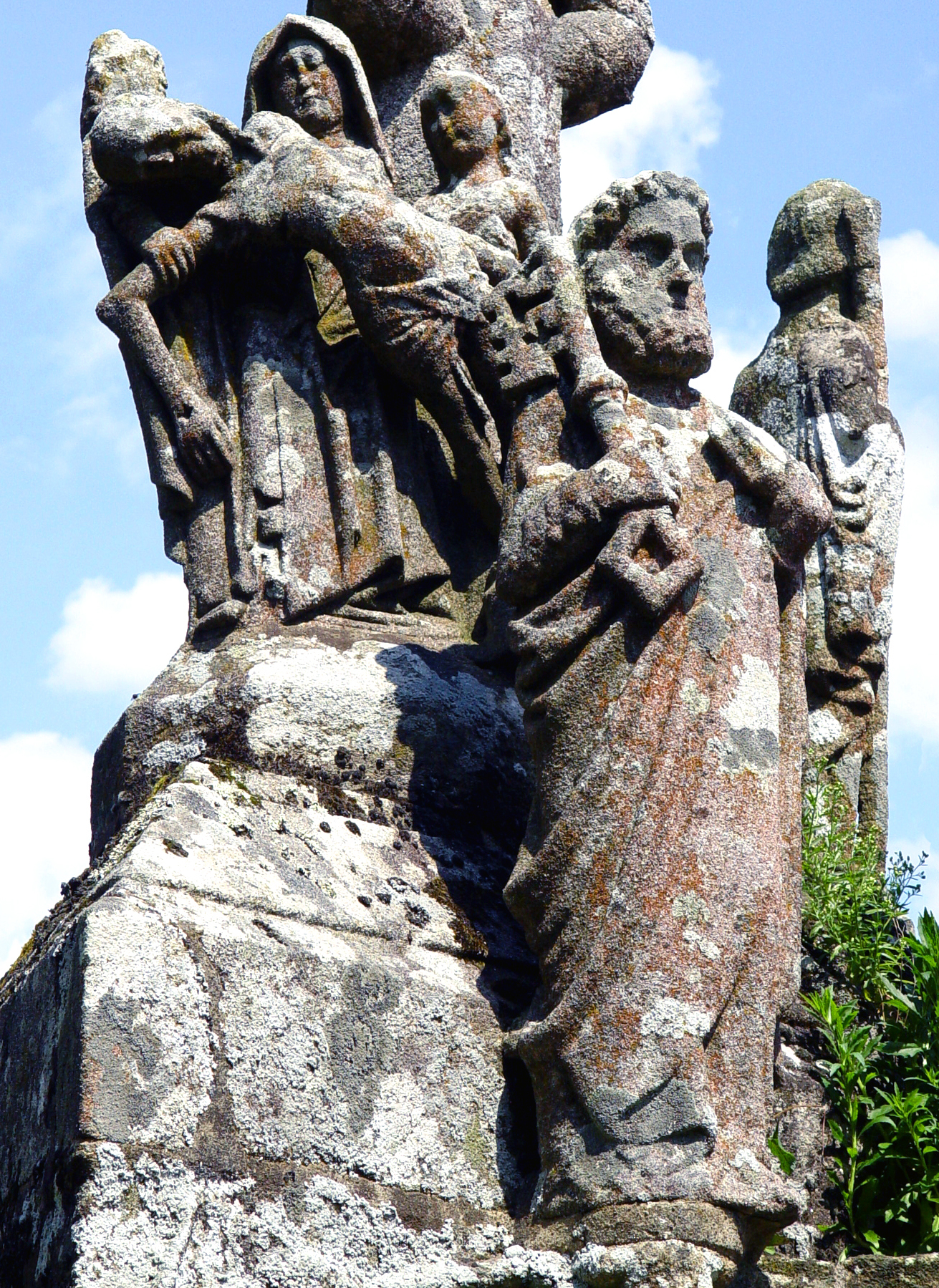
Calvaire de Quilinen : Vierge de Pitié et saint Pierre
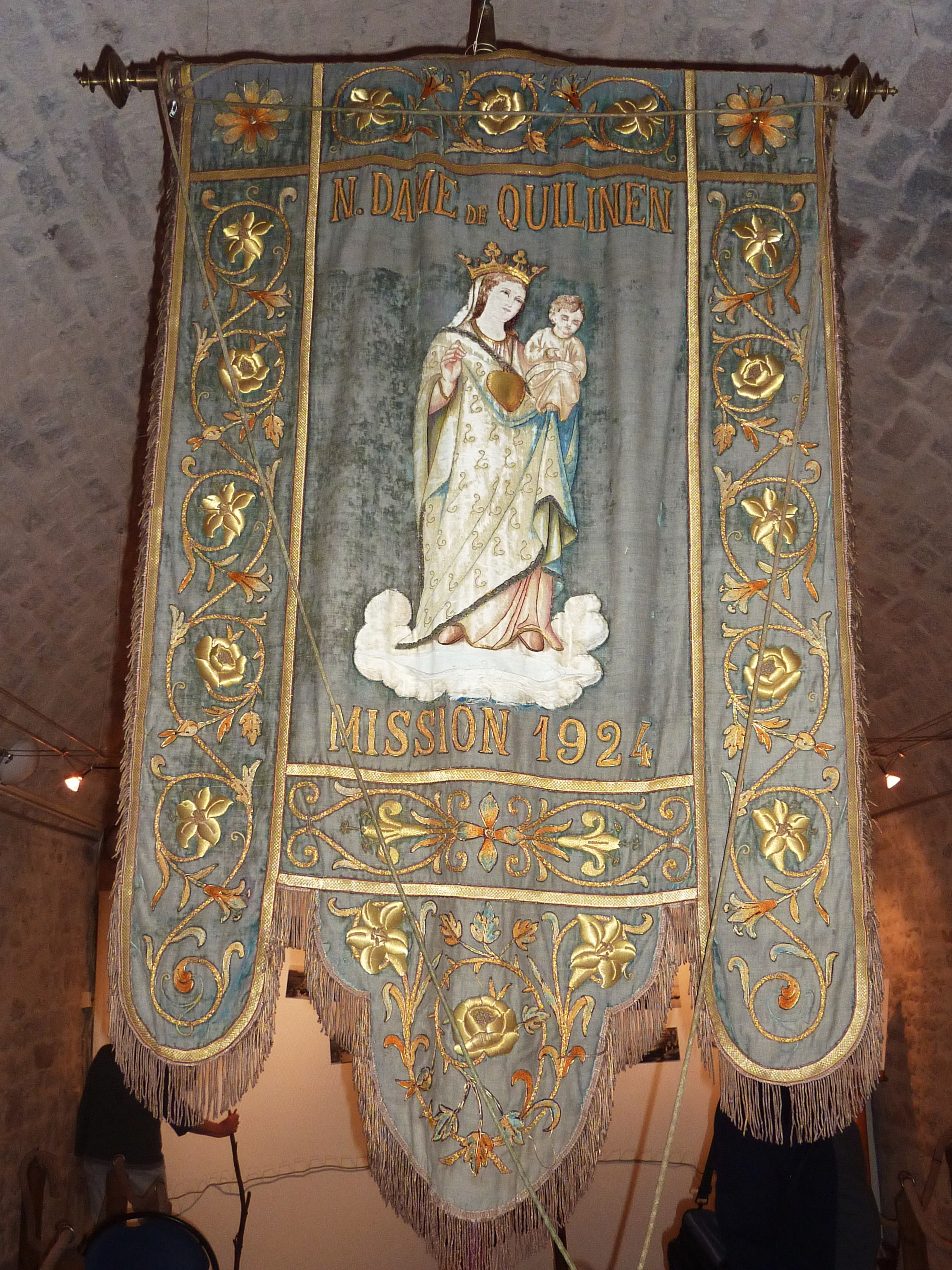
Chapelle de Quilinen : Bannière de Mission datant de 1924